# Walnut Ridge
La ville de Walnut Ridge est le siège du comté de Lawrence, dans l’État de l’Arkansas, aux États-Unis. Sa population s’élevait à 4 890 habitants lors du recensement de 2010, estimée à 5 062 habitants en 2018. La ville voisine de Hoxie et Walnut Ridge forment une agglomération comptant quelque 8 000 habitants.

## Démographie
| 1880 | 1890 | 1900 | 1910  | 1920  | 1930  |
| ---- | ---- | ---- | ----- | ----- | ----- |
| 301  | 457  | 845  | 1 798 | 2 226 | 2 007 |

| 1940  | 1950  | 1960  | 1970  | 1980  | 1990  |
| ----- | ----- | ----- | ----- | ----- | ----- |
| 2 013 | 3 106 | 3 547 | 3 800 | 4 152 | 4 388 |

| 2000  | 2010  | - | - | - | - |
| ----- | ----- | - | - | - | - |
| 4 925 | 4 890 | - | - | - | - |

## Transports
Walnut Ridge possède un aéroport (Walnut Ridge Regional Airport, code AITA : ARG) ainsi qu'une gare.

## Source
- (en) Cet article est partiellement ou en totalité issu de l’article de Wikipédia en anglais intitulé « Walnut Ridge, Arkansas » (voir la liste des auteurs).

1. ↑  (en) « Population and Housing Unit Estimates » (consulté le 25 septembre 2019)
2. ↑  (en) « Census of Population and Housing » [archive du 26 avril 2015], Census.gov (consulté le 4 juin 2015)
3. ↑  « Statistiques des États-Unis - Arkansas - Profils des communautés de 2010 » (consulté en novembre 2020)